# Laia Martínez i López
Laia Martínez i López, também conhecida como Laia MaLo, (Berga, Espanha, 1984) é uma escritora, tradutora e música. Licenciada em 2007 em Tradução e Interpretação de inglês e russo pela Universidade Autónoma de Barcelona, desde 2011 faz parte do dúo electrónico em verso Jansky, com os que tem publicado, com a discográfica Primeiros pasitos, os discos Um big bang à gibrella e ÈÉ em 2013 e 2015, respectivamente. Desde 2014 é vocal por Mallorca da Associação de Escritores em Língua Catalã (AELC).

Publicou L’estiu do tonight tonight em 2011, livro com o que ganhou o prêmio de poesia Art Jove de 2010 e que tem sido traduzido ao castelhano. Em 2015 acabou de escrever sua terceira obra Cançó amb esgarrip i duas poemes. Seu último poemario Afollada, publicado em 2016, aborda o tema da maternidade e apresenta-se como um canto à liberdade.